# FIS Ladies Grand Prix 2005
FIS Ladies Grand Prix 2005 (niem. 7. FIS-Ladies-Grand-Prix) – siódma edycja FIS Ladies Winter Tournee, przeprowadzona w sezonie 2004/2005 na skoczniach w Niemczech i Austrii.
Początek turnieju nastąpił 8 lutego 2005, podczas zawodów indywidualnych na skoczni w Schönwaldzie. Cztery dni później rozegrano konkurs indywidualny na skoczni w Baiersbronn. Trzy dni później na obiekcie w Breitenbergu odbył się konkurs drużynowy. Następnego dnia na tym samym obiekcie zostały rozegrane zawody indywidualne, a turniej zakończył się 19 lutego konkursem na obiekcie w Schönwaldzie.
Pierwszy konkurs indywidualny wygrała Daniela Iraschko, a następny Monika Pogladič. Trzeci konkurs – drużynowy wygrała reprezentacja Austrii w składzie: Tanja Drage, Eva Ganster, Jacqueline Seifriedsberger, Daniela Iraschko. Trzecie i czwarte zmagania indywidualne wygrała Anette Sagen. Zwyciężczynią siódmej edycji turnieju została po raz czwarty Daniela Iraschko, która zdobyła najwięcej punktów w klasyfikacji łącznej FIS Ladies Grand Prix. Na drugim stopniu podium w generalnej klasyfikacji turnieju stanęła Lindsey Van, a na trzecim – Ulrike Gräßler.
W cyklu wystartowały łącznie 44 zawodniczki z ośmiu narodowych reprezentacji.

## Przed FIS Ladies Grand Prix

### Organizacja
Organizatorem pierwszego z konkursów, który odbył się w Schönwaldzie, był klub narciarski SC Schönwald. Za organizację drugiego konkursu, na skoczni w Baiersbronn, odpowiedzialny był miejscowy klub SV Baiersbronn. Kolejne dwa konkursy, które przeprowadzono w Breitenbergu, odbył się dzięki lokalnemu klubowi – WSV Rastbüchl. Organizatorem ostatniego z konkursów, który odbył się w Saalfelden am Steinernen Meer, był klub narciarski ARGE Sport Saalfelden.

### Tło zawodów
Do 1998 roku Międzynarodowa Federacja Narciarska nie organizowała żadnych konkursów kobiecych. Zdarzało się jednak, że skoczkinie startowały w roli przedskoczków w zawodach mężczyzn lub występowały jako zawodniczki, ale nie były klasyfikowane. W styczniu 1998 w Sankt Moritz odbyły się nieoficjalne mistrzostwa świata juniorek, które są uznawane za pierwsze międzynarodowe zawody kobiece. W marcu tego samego roku odbyły się natomiast pierwsze seniorskie zawody kobiet pod egidą Międzynarodowej Federacji Narciarskiej – dwa konkursy Pucharu Kontynentalnego w Schönwaldzie. W kolejnym sezonie po raz pierwszy zorganizowano FIS Ladies Grand Tournee, będący pierwszym międzynarodowym cyklem zawodów kobiet, rozgrywanym przez Międzynarodową Federację Narciarską. W sezonie 2004/2005 cykl został wcielony jako część Pucharu Kontynentalnego.
Spośród zawodniczek startujących w FIS Ladies Grand Prix w 2005 roku, trzydzieści cztery brały udział w poprzedniej – szóstej edycji turnieju. Wśród zawodniczek sklasyfikowanych w pierwszej trzydziestce poprzedniej edycji, na stracie zabrakło tylko piętnastej Uršy Rozman (Słowenia), siedemnastej Kristin Fridtun i dwudziestej siódmej Birgit Tuss (Niemcy). Zwyciężczynią FIS Ladies Grand Prix 2004 była Anette Sagen przed Danielą Iraschko i Evą Ganster.
Przed turniejem zostało rozegranych pięć konkursów Pucharu Kontynentalnego, trzy wygrała Anette Sagen, a dwa Daniela Iraschko. Liderką klasyfikacji była Anette Sagen z przewagą 145 punktów nad Lindsey Van i 152 nad Danielą Iraschko. W poprzednich edycjach turnieju trzykrotnie zwyciężała Daniela Iraschko (2000, 2001, 2002), dwukrotnie Anette Sagen (2003, 2004), raz wygrała Austriaczka Sandra Kaiser (1999). W dwóch poprzednich edycjach (2003, 2004) na podium stawała Amerykanka Lindsey Van, i Eva Ganster (Austriaczka stawała na podium jeszcze w 2000 i 2001 roku). Latem także był rozgrywany turniej na podobieństwo FLGP – FIS Sommer Ladies Tournee, dwukrotnie zwyciężała Daniela Iraschko (2001, 2002), a po razie Anette Sagen (2003) i Eva Ganster (2004).

#### Klasyfikacja Pucharu Kontynentalnego przed rozpoczęciem turnieju
Poniżej znajduje się klasyfikacja Pucharu Kontynentalnego w skokach narciarskich przed rozpoczęciem FIS Ladies Grand Prix 2005, czyli po przeprowadzeniu pięciu konkursów indywidualnych.
| Klasyfikacja generalna PK przed FIS Ladies Grand Prix | Klasyfikacja generalna PK przed FIS Ladies Grand Prix | Klasyfikacja generalna PK przed FIS Ladies Grand Prix | Klasyfikacja generalna PK przed FIS Ladies Grand Prix | Klasyfikacja generalna PK przed FIS Ladies Grand Prix |
| Miejsce                                               | Zawodniczka                                           | Reprezentacja                                         | Punkty                                                | Strata do liderki                                     |
| ----------------------------------------------------- | ----------------------------------------------------- | ----------------------------------------------------- | ----------------------------------------------------- | ----------------------------------------------------- |
| 1.                                                    | Anette Sagen                                          | Norwegia                                              | 460                                                   | –                                                     |
| 2.                                                    | Lindsey Van                                           | Stany Zjednoczone                                     | 315                                                   | 145                                                   |
| 3.                                                    | Daniela Iraschko                                      | Austria                                               | 308                                                   | 152                                                   |
| 4.                                                    | Monika Pogladič                                       | Słowenia                                              | 235                                                   | 225                                                   |
| 5.                                                    | Line Jahr                                             | Norwegia                                              | 222                                                   | 238                                                   |
| 6.                                                    | Jessica Jerome                                        | Stany Zjednoczone                                     | 210                                                   | 250                                                   |
| 7.                                                    | Ulrike Gräßler                                        | Niemcy                                                | 204                                                   | 256                                                   |
| 8.                                                    | Henriette Smeby                                       | Norwegia                                              | 152                                                   | 308                                                   |
| 9.                                                    | Alissa Johnson                                        | Stany Zjednoczone                                     | 150                                                   | 310                                                   |
| 10.                                                   | Lisa Demetz                                           | Włochy                                                | 135                                                   | 325                                                   |
| 11.                                                   | Jacqueline Seifriedsberger                            | Austria                                               | 123                                                   | 337                                                   |
| 12.                                                   | Juliane Seyfarth                                      | Niemcy                                                | 100                                                   | 360                                                   |
| 13.                                                   | Maja Vtič                                             | Słowenia                                              | 99                                                    | 361                                                   |
| 14.                                                   | Tanja Drage                                           | Austria                                               | 81                                                    | 379                                                   |
| 15.                                                   | Eva Ganster                                           | Austria                                               | 66                                                    | 394                                                   |
| 16.                                                   | Karla Keck                                            | Stany Zjednoczone                                     | 61                                                    | 399                                                   |
| 17.                                                   | Brenna Ellis                                          | Stany Zjednoczone                                     | 58                                                    | 402                                                   |
| 18.                                                   | Petra Benedik                                         | Słowenia                                              | 51                                                    | 409                                                   |
| 19.                                                   | Katie Willis                                          | Kanada                                                | 50                                                    | 410                                                   |
| 20.                                                   | Valentine Prucker                                     | Włochy                                                | 48                                                    | 412                                                   |
| 21.                                                   | Barbara Stuffer                                       | Włochy                                                | 44                                                    | 416                                                   |
| 22.                                                   | Jenna Mohr                                            | Niemcy                                                | 42                                                    | 418                                                   |
| 23.                                                   | Kristin Schmidt                                       | Niemcy                                                | 37                                                    | 423                                                   |
| 24.                                                   | Atsuko Tanaka                                         | Kanada                                                | 33                                                    | 427                                                   |
| 25.                                                   | Tamara Kancilja                                       | Słowenia                                              | 32                                                    | 428                                                   |
| 26.                                                   | Anja Tepeš                                            | Słowenia                                              | 23                                                    | 437                                                   |
| 26.                                                   | Eva Logar                                             | Słowenia                                              | 23                                                    | 437                                                   |
| 28.                                                   | Abby Hughes                                           | Stany Zjednoczone                                     | 22                                                    | 428                                                   |
| 29.                                                   | Elena Runggaldier                                     | Włochy                                                | 21                                                    | 429                                                   |
| 30.                                                   | Zoya Lynch                                            | Kanada                                                | 19                                                    | 441                                                   |
| 31.                                                   | Taylor Lyons                                          | Stany Zjednoczone                                     | 18                                                    | 442                                                   |
| 32.                                                   | Avery Ardovino                                        | Stany Zjednoczone                                     | 17                                                    | 443                                                   |
| 33.                                                   | Janne Rand                                            | Stany Zjednoczone                                     | 14                                                    | 446                                                   |
| 34.                                                   | Roberta D’Agostina                                    | Włochy                                                | 13                                                    | 447                                                   |
| 35.                                                   | Katrin Stefaner                                       | Austria                                               | 12                                                    | 448                                                   |
| 35.                                                   | Jenny Perathoner                                      | Włochy                                                | 12                                                    | 448                                                   |
| 37.                                                   | Vladěna Pustková                                      | Czechy                                                | 9                                                     | 451                                                   |
| 38.                                                   | Nika Kepič                                            | Słowenia                                              | 7                                                     | 453                                                   |
| 39.                                                   | Brittany Rhoads                                       | Stany Zjednoczone                                     | 6                                                     | 454                                                   |

## Zasady
Zasady obowiązujące w FIS Ladies Grand Tournee są takie same, jak podczas zawodów Pucharu Świata, czy Pucharu Kontynentalnego.
Do klasyfikacji generalnej FIS Ladies Grand Prix zaliczane były noty punktowe zdobyte przez zawodniczki podczas konkursów.
Skoki oceniane były w taki sam sposób, jak podczas zawodów Pucharu Świata, czy Pucharu Kontynentalnego. Za osiągnięcie odległości równej punktowi konstrukcyjnemu zawodniczka otrzymywała 60 punktów. Za każdy dodatkowy metr uzyskiwała dodatkowo 2 punkty, i analogicznie za każdy metr poniżej punktu K minus 2 punkty. Ponadto styl skoku i lądowania podlegał ocenie przez pięciu sędziów wybranych przez FIS, którzy mogli przyznać maksymalnie po 20 punktów. Dwie skrajne noty (najwyższa i najniższa) nie wliczane były do noty końcowej.

## Skocznie
Konkursy FIS Ladies Grand Prix w 2005 przeprowadzone zostały na czterech skoczniach narciarskich – Adlerschanze w Schönwaldzie, Große Ruhestein w Baiersbronn, Baptist-Kitzlinger-Schanze w Breitenbergu oraz Bibergschanze w Saalfelden. Wszystkie obiekty były skoczniami normalnymi.
|  | Nazwa skoczni              | Miejscowość                   | Punkt K | HS     | Rekord skoczni | Rekord skoczni           | Rekord skoczni        |
|  | -------------------------- | ----------------------------- | ------- | ------ | -------------- | ------------------------ | --------------------- |
|  | Adlerschanze               | Schönwald                     | K-85    | 93,0 m | 93,5 m         | Robert Křenek Tami Kiuru | 07.03.1998 09.02.2001 |
|  | Große Ruhestein            | Baiersbronn                   | K-85    | 90,0 m | 91,0 m         | David Zauner Marko Simič | 14.01.2002            |
|  | Baptist-Kitzlinger-Schanze | Breitenberg                   | K-75    | HS 82  | 82,5 m         | Yūta Watase              | 10.10.1999            |
|  | Bibergschanze              | Saalfelden am Steinernen Meer | K-85    | HS 95  | 98,0 m         | Kazuki Nishishita        | 03.02.1999            |

## Jury
Głównymi dyrektorami konkursów w ramach FIS Ladies Grand Tournee byli kolejno: Daniel Schulze, Fritz Bischoff, Alfred Eisner, ponownie Alfred Eisner i Adi Eder. Sędzią technicznym podczas pierwszych czterech konkursów w Schönwaldzie, Baiersbronn i dwóch w Breitenbergu był Dalibor Motejlek, a jego asystentem – Edgar Ganster. W ostatnim konkursie na skoczni Bibergschanze sędzią technicznym był Rudi Steber, a asystował mu Edgar Ganster
W poniższej tabeli znajduje się zestawienie wszystkich sędziów, którzy oceniali styl skoków podczas konkursów FIS Ladies Grand Prix 2005 wraz z zajmowanymi przez nich miejscami na wieży sędziowskiej.
| Sędzia               | Kraj       | Stanowisko na wieży sędziowskiej | Stanowisko na wieży sędziowskiej | Stanowisko na wieży sędziowskiej | Stanowisko na wieży sędziowskiej | Stanowisko na wieży sędziowskiej |
| Sędzia               | Kraj       | Schönwald                        | Baiersbronn                      | Breitenberg                      | Breitenberg                      | Saalfelden am Steinernen Meer    |
| -------------------- | ---------- | -------------------------------- | -------------------------------- | -------------------------------- | -------------------------------- | -------------------------------- |
| Wilfried Birkenstamm | Niemcy     | A                                | –                                | –                                | –                                | –                                |
| Claudia Denifl       | Austria    | –                                | –                                | –                                | –                                | C                                |
| Christian Diechtler  | Niemcy     | –                                | –                                | –                                | –                                | E                                |
| Uli Forner           | Niemcy     | B                                | E                                | –                                | –                                | –                                |
| Michael Herzig       | Niemcy     | E                                | –                                | –                                | –                                | –                                |
| Mirco Hünefeld       | Niemcy     | –                                | –                                | A                                | A                                | –                                |
| Václav Karl          | Czechy     | –                                | –                                | C                                | C                                | –                                |
| Bob Knoll            | Niemcy     | –                                | –                                | D                                | D                                | –                                |
| Gerhard Krab         | Austria    | –                                | –                                | –                                | –                                | B                                |
| Robert Krautgartner  | Austria    | –                                | –                                | –                                | –                                | D                                |
| Ludwig Krieg         | Niemcy     | –                                | –                                | E                                | E                                | –                                |
| Ernst Marpe          | Niemcy     | –                                | D                                | –                                | –                                | –                                |
| Jürgen Neumeier      | Niemcy     | –                                | C                                | –                                | –                                | –                                |
| Wilhelm Putz         | Austria    | –                                | B                                | –                                | –                                | –                                |
| Wolfgang Schedewy    | Niemcy     | –                                | –                                | B                                | B                                | –                                |
| Konrad Schmiederer   | Niemcy     | D                                | A                                | –                                | –                                | –                                |
| Philipp Schödler     | Szwajcaria | C                                | –                                | –                                | –                                | –                                |
| Stefan Wolf          | Austria    | –                                | –                                | –                                | –                                | A                                |

## Podium klasyfikacji łącznej
| Zawodniczka      | Schönwald | Schönwald | Schönwald | Baiersbronn | Baiersbronn | Baiersbronn | Breitenberg | Breitenberg | Breitenberg | Saalfelden am Steinernen Meer | Saalfelden am Steinernen Meer | Saalfelden am Steinernen Meer | Nota łączna | Strata |
| Zawodniczka      | Skok 1    | Skok 2    | Nota      | Skok 1      | Skok 2      | Nota        | Skok 1      | Skok 2      | Nota        | Skok 1                        | Skok 2                        | Nota                          | Nota łączna | Strata |
| ---------------- | --------- | --------- | --------- | ----------- | ----------- | ----------- | ----------- | ----------- | ----------- | ----------------------------- | ----------------------------- | ----------------------------- | ----------- | ------ |
| Daniela Iraschko | 89,5 m    | 90,0 m    | 253,5     | 78,5 m      | 75,5 m      | 184,5       | 79,5 m      | 79,0 m      | 243,7       | 92,5 m                        | 86,0 m                        | 247,5                         | 929,2       | –      |
| Lindsey Van      | 89,0 m    | 90,0 m    | 247,0     | 82,0 m      | 85,5 m      | 220,5       | 77,5 m      | 75,5 m      | 233,6       | 84,5 m                        | 80,5 m                        | 213,5                         | 914,6       | 14,6   |
| Ulrike Gräßler   | 86,5 m    | 88,0 m    | 234,0     | 78,5 m      | 85,0 m      | 208,0       | 81,0 m      | 78,5 m      | 237,9       | 90,0 m                        | 87,5 m                        | 231,5                         | 911,4       | 17,8   |

## Przebieg zawodów

### Schönwald

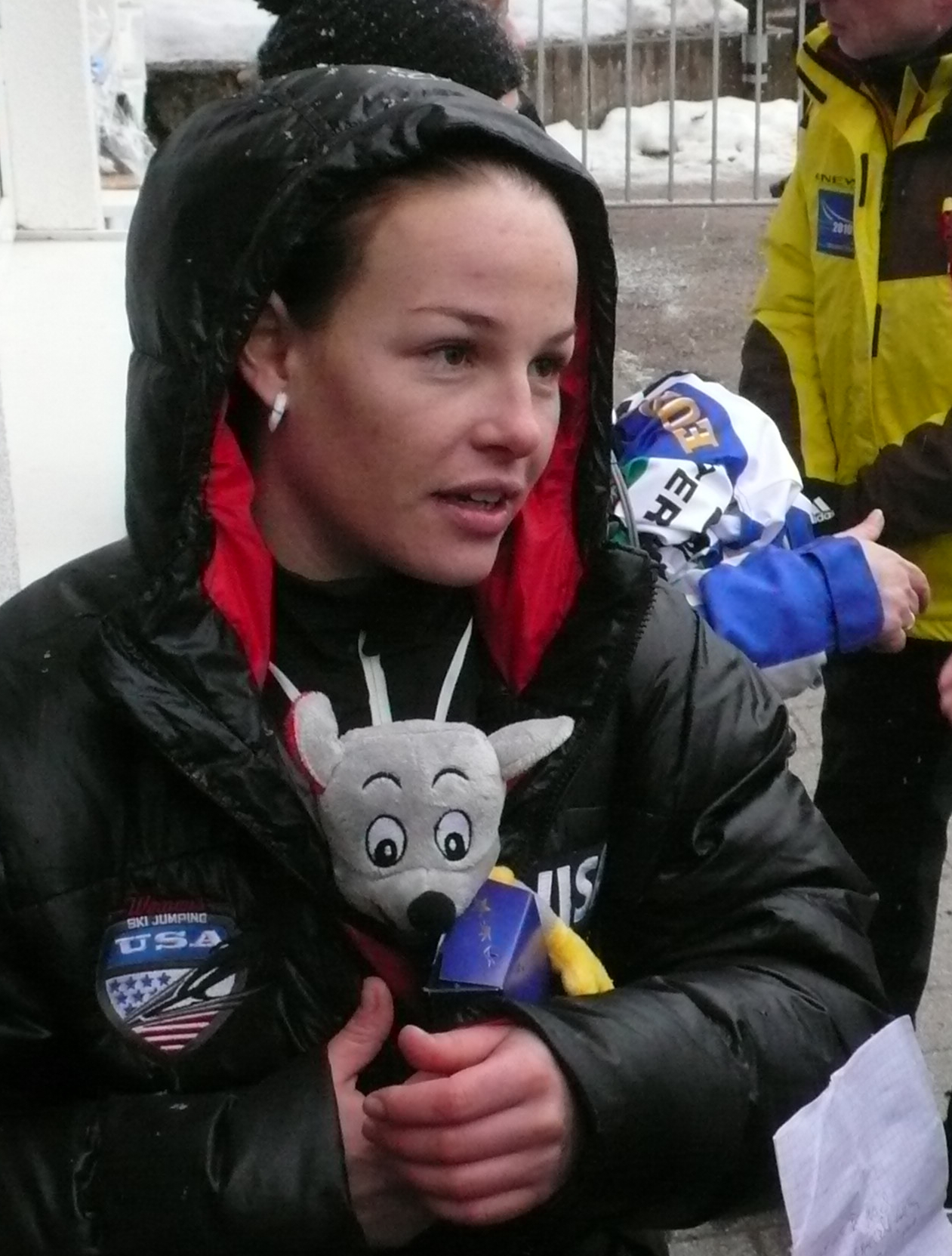
Lindsey Van – druga zawodniczka inauguracyjnego konkursu FIS Ladies Grand Prix oraz druga zawodniczka generalnej klasyfikacji całego cyklu.

Pierwszy z konkursów indywidualnych, przeprowadzony w ramach FIS Ladies Grand Prix, odbył się na obiekcie normalnym w Schönwaldzie. W pierwszej serii konkursowej sześciu zawodniczkom udało się osiągnąć odległość powyżej, bądź równą punktowi konstrukcyjnemu, umieszczonemu na 85 metrze. Pierwszą która tego dokonała, była skacząca z numerem 27 Juliane Seyfarth, która skoczyła na 85,0 metrów. Pół metra dalej lądowała Line Jahr, a najdalej bo na odległości 91,5 metra Anette Sagen. Odległość Norweżki okazała się najdalszą odległością pierwszej serii, jak i całego konkursu. Notę łączną powyżej 110 punktów uzyskały jeszcze trzy zawodniczki: Ulrike Gräßler (115,5 punktu), Lindsey Van (121,5 punktu) i Daniela Iraschko (126,0 punktów). Po pierwszej serii liderką była Iraschko, z punktem przewagi nad Sagen, i czterema i pół nad trzecią Lindsey Van.
W serii finałowej, czterem zawodniczkom udało się uzyskać odległość powyżej 87 metrów. Pierwszą która tego dokonała była czwarta po pierwszej serii Ulrike Gräßler (88,0 m). Odległościowo lepszy rezultat uzyskała, plasująca się na drugim miejscu Lindsey Van (90,0 m). Rezultat ten wyrównała prowadząca po pierwszej serii, Daniela Iraschko. Druga po pierwszej serii Norweżka Sagen, uzyskała o trzy metry gorszy rezultat niż wcześniej wspomniana Amerykanka i Austriaczka, co spowodowało iż, spadła w klasyfikacji generalnej konkursu na trzecie miejsce. Wygrała Iraschko, przed Van.
Podczas zawodów była słonecznie z lekkim zachmurzeniem, a temperatura wynosiła +2 °C.

#### Wyniki zawodów (8.02.2005)
| 1.  | Daniela Iraschko           | Austria           | 89,5 | 126,0 | 90,0 | 127,5 | 253,5 |
| 2.  | Lindsey Van                | Stany Zjednoczone | 89,0 | 121,5 | 90,0 | 125,5 | 247,0 |
| 3.  | Anette Sagen               | Norwegia          | 91,5 | 125,0 | 87,0 | 118,0 | 243,0 |
| 4.  | Ulrike Gräßler             | Niemcy            | 86,5 | 115,5 | 88,0 | 118,5 | 234,0 |
| 5.  | Line Jahr                  | Norwegia          | 85,5 | 114,5 | 86,0 | 116,0 | 230,5 |
| 6.  | Maja Vtič                  | Słowenia          | 80,5 | 106,5 | 85,0 | 115,5 | 222,0 |
| 6.  | Juliane Seyfarth           | Niemcy            | 85,0 | 115,5 | 81,0 | 106,5 | 222,0 |
| 6.  | Monika Pogladič            | Słowenia          | 82,0 | 108,5 | 84,5 | 113,5 | 222,0 |
| 9.  | Jessica Jerome             | Stany Zjednoczone | 82,0 | 108,0 | 85,5 | 113,0 | 221,0 |
| 10. | Petra Benedik              | Słowenia          | 82,5 | 109,5 | 82,5 | 109,5 | 219,0 |
| 10. | Henriette Smeby            | Norwegia          | 81,0 | 106,5 | 85,0 | 112,5 | 219,0 |
| 12. | Ayumi Watase               | Japonia           | 81,0 | 105,5 | 82,0 | 108,0 | 213,5 |
| 13. | Lisa Demetz                | Włochy            | 83,0 | 107,5 | 80,5 | 105,5 | 213,0 |
| 14. | Yoshiko Kasai              | Japonia           | 79,0 | 99,0  | 85,0 | 111,5 | 210,5 |
| 15. | Rieko Kanai                | Japonia           | 78,0 | 99,0  | 84,5 | 110,5 | 209,5 |
| 16. | Izumi Yamada               | Japonia           | 80,0 | 105,0 | 79,0 | 102,0 | 207,0 |
| 17. | Jacqueline Seifriedsberger | Austria           | 77,5 | 99,0  | 81,0 | 106,5 | 205,5 |
| 18. | Seiko Koasa                | Japonia           | 81,0 | 106,5 | 78,0 | 98,5  | 205,0 |
| 19. | Tanja Drage                | Austria           | 81,0 | 106,5 | 77,5 | 98,0  | 204,5 |
| 20. | Eva Ganster                | Austria           | 79,0 | 102,5 | 75,0 | 94,5  | 197,0 |
| 21. | Jenna Mohr                 | Niemcy            | 75,0 | 91,5  | 80,0 | 104,5 | 196,0 |
| 22. | Alissa Johnson             | Stany Zjednoczone | 77,5 | 96,5  | 77,0 | 95,5  | 192,0 |
| 23. | Carina Hils                | Niemcy            | 78,5 | 99,0  | 75,5 | 91,0  | 190,0 |
| 24. | Mari Backe                 | Norwegia          | 74,0 | 90,0  | 77,0 | 95,5  | 185,5 |
| 25. | Magdalena Schnurr          | Niemcy            | 79,0 | 97,5  | 73,0 | 84,5  | 182,0 |
| 26. | Karla Keck                 | Stany Zjednoczone | 77,0 | 95,0  | 74,0 | 86,5  | 181,5 |
| 27. | Elena Runggaldier          | Włochy            | 78,0 | 99,0  | 70,5 | 81,5  | 180,5 |
| 28. | Angelika Kühorn            | Niemcy            | 73,0 | 87,0  | 75,0 | 91,5  | 178,5 |
| 29. | Anna Häfele                | Niemcy            | 77,5 | 98,0  | 69,5 | 74,5  | 172,5 |
| 30. | Tamara Kancilja            | Słowenia          | 74,0 | 87,0  | 70,0 | 80,0  | 167,0 |
| 31. | Brenna Ellis               | Stany Zjednoczone | 72,0 | 85,5  | –    | –     | 85,5  |
| 32. | Kristin Schmidt            | Niemcy            | 70,5 | 81,5  | –    | –     | 81,5  |
| 33. | Melanie Faißt              | Niemcy            | 71,0 | 80,5  | –    | –     | 80,5  |
| 33. | Roberta D’Agostina         | Włochy            | 71,0 | 80,5  | –    | –     | 80,5  |
| 35. | Lisa Rexhäuser             | Niemcy            | 70,5 | 79,0  | –    | –     | 79,0  |
| 36. | Barbara Stuffer            | Włochy            | 70,5 | 77,0  | –    | –     | 77,0  |
| 37. | Vladěna Pustková           | Czechy            | 67,0 | 70,5  | –    | –     | 70,5  |
| 38. | Stefanie Purr              | Austria           | 64,0 | 64,0  | –    | –     | 64,0  |

### Baiersbronn

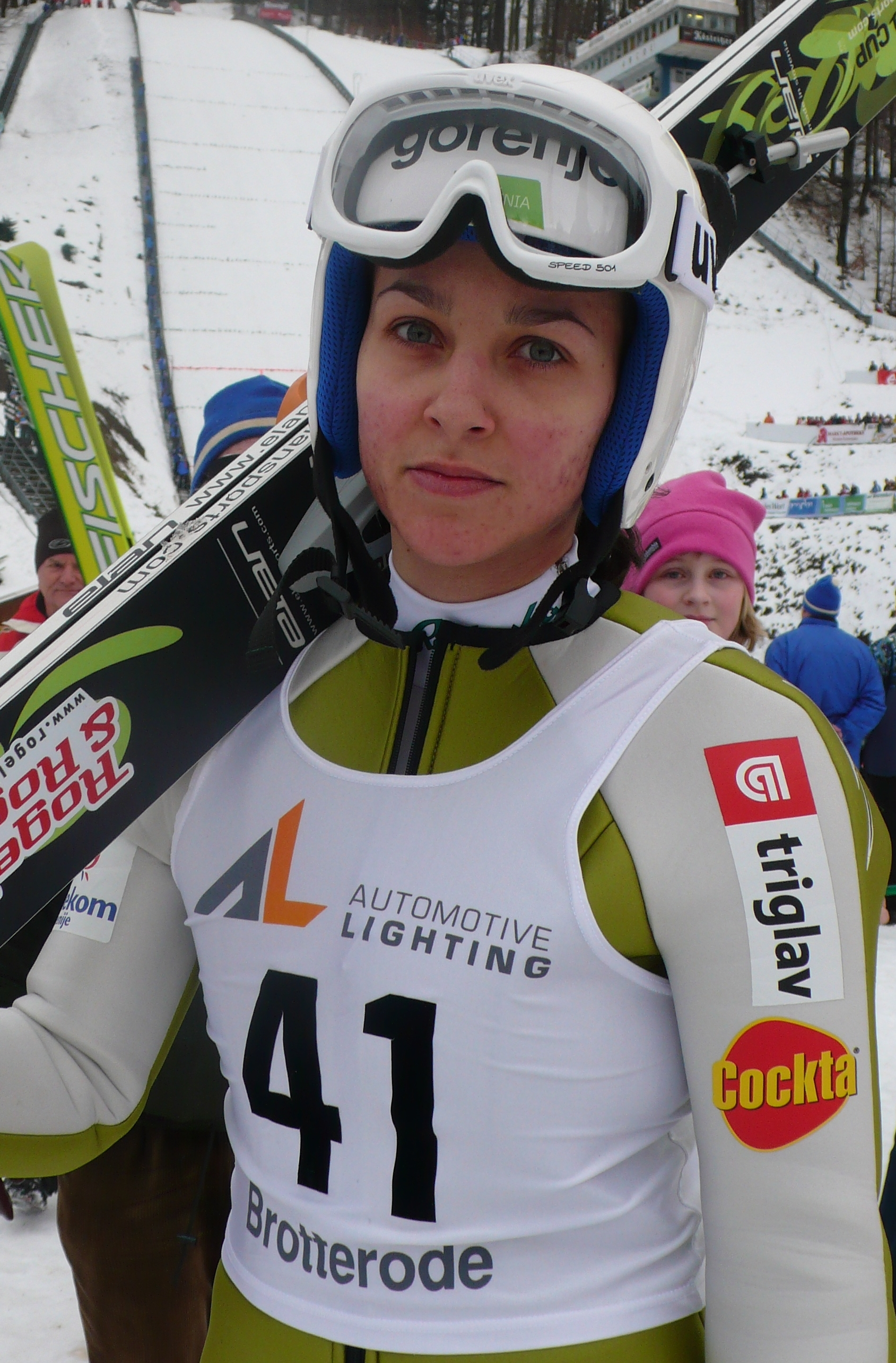
Maja Vtič – druga zawodniczka drugiego indywidualnego konkursu FIS Ladies Grand Prix w Baiersbronn.

Drugimi zawodami rozegranymi w ramach FIS Ladies Grand Prix był konkurs indywidualny w Baiersbronn. W pierwszej serii dwóm zawodniczkom udało się, uzyskać odległość powyżej punktu konstrukcyjnego, umieszczonego na 85 metrze. Pierwszą która tego dokonała, była skacząca z 15 numerem Ayumi Watase – uzyskała odległość 86,0 metrów. Dopiero skacząca z numerem 27 – Maja Vtič, skoczyła trzy metry dalej. Notę łączną powyżej 100 punktów uzyskały jeszcze cztery zawodniczki: Izumi Yamada (109,5 punktu), Jessica Jerome (108,0 punktów), Lindsey Van (105,5 punktu), Monika Pogladič (105,5 punktów), Juliane Seyfarth (103,0 punkty) i Mari Backe (101,5 punktu). Po pierwszej serii na prowadzeniu była Vtič, z przewagą 8,5 punktu nad Watase, i 9,0 nad Yamadą.
W serii finałowej, trzem zawodniczkom udało się uzyskać odległość powyżej 85 metrów. Pierwszą która tego dokonała była Ulrike Gräßler (85,0 m). Odległościowo lepszy rezultat uzyskała, plasująca się na piątym miejscu Lindsey Van (85,5 m). Wynik ten został poprawiony przez skaczącą tuż po niej, Monikę Pogladič (88,5 m), która oddała najdalszy skok drugiej serii, i wygrała konkurs w Baiersbronn. Prowadząca po pierwszej serii Vtič, uzyskała tylko 81,5 metra, i uplasowała się na drugiej pozycji, tuż za swoją rodaczką. Trzecia była Amerykanka Van.
W zawodach nie wystartowały wysoko sklasyfikowane Norweżki, Anette Sagen – trzecia w klasyfikacji generalnej cyklu, piąta Line Jahr, i dziesiąta Henriette Smeby, ponieważ wszystkie panie startowały w mistrzostwach Norwegii w skokach narciarskich.
Podczas zawodów wiał porywisty wiatr i padał intensywny deszcz, a temperatura wynosiła +5 °C.

#### Wyniki zawodów (12.02.2005)
| 1.  | Monika Pogladič            | Słowenia          | 81,5 | 105,5 | 88,5 | 120,5 | 226,0 |
| 2.  | Maja Vtič                  | Słowenia          | 89,5 | 118,5 | 81,5 | 104,5 | 223,0 |
| 3.  | Lindsey Van                | Stany Zjednoczone | 82,0 | 105,5 | 85,5 | 115,0 | 220,5 |
| 4.  | Jessica Jerome             | Stany Zjednoczone | 83,0 | 108,0 | 83,0 | 109,0 | 217,0 |
| 5.  | Juliane Seyfarth           | Niemcy            | 81,0 | 103,0 | 83,0 | 105,5 | 208,5 |
| 6.  | Ulrike Gräßler             | Niemcy            | 78,5 | 96,5  | 85,0 | 111,5 | 208,0 |
| 7.  | Izumi Yamada               | Japonia           | 83,5 | 109,5 | 75,5 | 91,0  | 200,5 |
| 8.  | Elena Runggaldier          | Włochy            | 76,5 | 93,0  | 83,5 | 105,5 | 198,5 |
| 9.  | Jacqueline Seifriedsberger | Austria           | 75,5 | 89,5  | 81,0 | 104,5 | 194,0 |
| 10. | Petra Benedik              | Słowenia          | 75,0 | 90,5  | 79,5 | 100,0 | 190,5 |
| 11. | Rieko Kanai                | Japonia           | 78,0 | 94,0  | 77,5 | 94,5  | 188,5 |
| 11. | Alissa Johnson             | Stany Zjednoczone | 76,0 | 91,5  | 78,0 | 97,0  | 188,5 |
| 13. | Seiko Koasa                | Japonia           | 77,5 | 94,0  | 76,0 | 92,0  | 186,0 |
| 14. | Jenna Mohr                 | Niemcy            | 78,5 | 97,0  | 75,0 | 88,0  | 185,0 |
| 15. | Ayumi Watase               | Japonia           | 86,0 | 110,0 | 70,0 | 74,5  | 184,5 |
| 15. | Eva Ganster                | Austria           | 79,0 | 99,5  | 73,0 | 85,0  | 184,5 |
| 15. | Daniela Iraschko           | Austria           | 78,5 | 98,5  | 75,5 | 86,0  | 184,5 |
| 18. | Mari Backe                 | Norwegia          | 79,5 | 101,5 | 72,0 | 80,5  | 182,0 |
| 19. | Tanja Drage                | Austria           | 72,0 | 83,0  | 79,0 | 98,5  | 181,5 |
| 20. | Yoshiko Kasai              | Japonia           | 80,0 | 98,5  | 71,0 | 78,5  | 177,0 |
| 21. | Carina Hils                | Niemcy            | 77,0 | 93,5  | 70,0 | 78,0  | 171,5 |
| 22. | Anna Häfele                | Niemcy            | 78,0 | 95,5  | 68,0 | 72,5  | 168,0 |
| 23. | Kristin Schmidt            | Niemcy            | 71,5 | 66,5  | 77,0 | 93,5  | 160,0 |
| 23. | Karla Keck                 | Stany Zjednoczone | 67,0 | 66,0  | 79,0 | 94,0  | 160,0 |
| 25. | Melanie Faißt              | Niemcy            | 78,5 | 95,5  | 64,5 | 64,0  | 159,5 |
| 26. | Lisa Demetz                | Włochy            | 72,0 | 79,0  | 70,0 | 78,0  | 157,0 |
| 27. | Magdalena Schnurr          | Niemcy            | 69,0 | 72,5  | 72,0 | 82,5  | 155,0 |
| 28. | Tamara Kancilja            | Słowenia          | 65,0 | 61,0  | 67,0 | 67,0  | 128,0 |
| 29. | Angelika Kühorn            | Niemcy            | 62,5 | 58,0  | 63,0 | 58,0  | 116,0 |
| 30. | Brenna Ellis               | Stany Zjednoczone | 54,0 | 36,0  | 71,0 | 79,5  | 115,5 |
| 31. | Lisa Rexhäuser             | Niemcy            | 56,0 | 44,0  | 69,0 | 71,0  | 115,0 |
| 32. | Barbara Stuffer            | Włochy            | 64,5 | 59,5  | 59,0 | 49,0  | 108,5 |
| 33. | Vladěna Pustková           | Czechy            | 63,0 | 60,0  | 56,0 | 44,0  | 104,0 |
| 34. | Roberta D’Agostina         | Włochy            | 61,0 | 55,5  | 57,5 | 45,5  | 101,0 |
| 38. | Stefanie Purr              | Austria           | 58,0 | 46,0  | 61,0 | 54,5  | 100,5 |

### Breitenberg

#### Pierwszy konkurs (drużynowy)

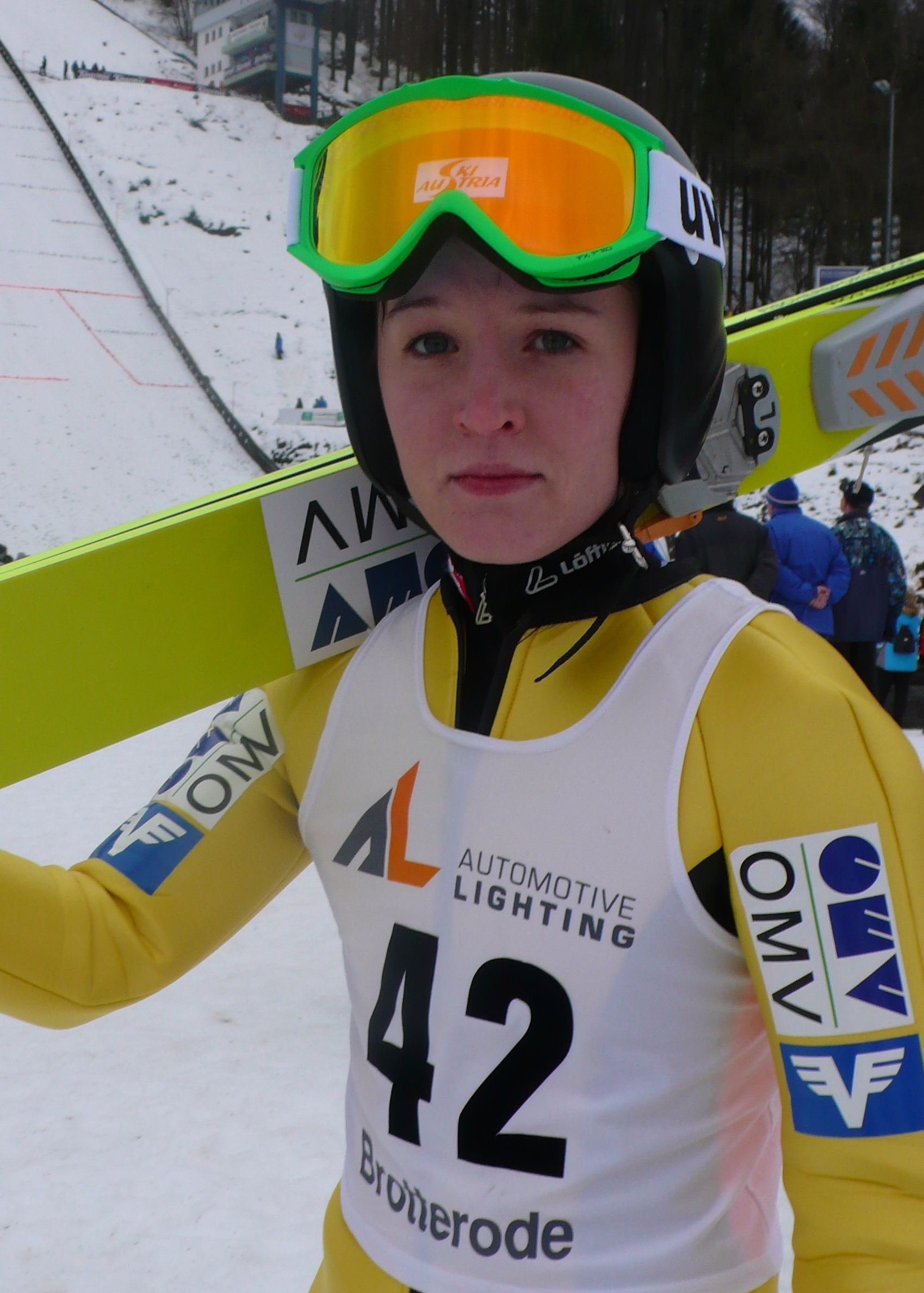
Jacqueline Seifriedsberger – zwyciężczyni drugiego konkursu – drużynowego – FIS Ladies Grand Prix oraz jedna z najmłodszych zawodniczek całego turnieju.

Trzecią konkurencją siódmej edycji FIS Ladies Grand Prix były zawody drużynowe na skoczni normalnej w Breitenbergu, które odbyły się 15 lutego. Początkowo miały się odbyć 13 lutego w Baiersbronn, jednak powodem odwołania konkursu były złe warunki atmosferyczne, i gęsto padający śnieg. W konkursie wystartowało dziewięć reprezentacji narodowych. Po pierwszej kolejce skoków, na prowadzeniu była reprezentacja Norwegii. Najdalej skoczyła Henriette Smeby, która uzyskała 75,5 metra. Tuż za Norweżkami znajdowały się ekipy Austrii i pierwsza reprezentacja Słowenii. Najdalej w drugiej kolejce – 75 metrów – skoczyła reprezentantka Słowenii, Petra Benedik. Na prowadzenie wysunęła się ekipa austriacka, z przewagą trzech punktów nad Norweżkami. W trzeciej turze najdłuższy skok oddała Jacqueline Seifriedsberger (Austria), która uzyskała o półtora metra lepszy rezultat niż wcześniej wspomniana Benedik. W ostatniej grupie pierwszej serii najdalej skoczyła Daniela Iraschko (79,0 m), dzięki czemu Austriaczki umocniły się na pierwszej pozycji. Skok o 2,0 metry krótszy oddała Lindsey Van, co pozwoliło wyjść na drugie miejsce drużynie Amerykańskiej z przewagą 4,2 punktu nad drużyną Słowenii. Po pierwszej serii prowadziły Austriaczki, z przewagą 29,3 punktu nad Amerykankami i 33,5 nad Słowenią.
Najdłuższym skokiem piątej kolejki okazało się 76,0 metrów Henriette Smeby, co pozwoliło reprezentacji Norwegii awansować na drugie miejsce ex aequo ze Słowenkami. Siedem metrów bliżej od Smeby lądowała Tanja Drage, co pozwoliło utrzymać przewagę i pozostać liderem konkursu. W szóstej kolejce najdalej skoczyła Petra Benedik, która uzyskała 78,0 metrów. Norweżka Mari Backe (74,0 m) uzyskała o dwa metry gorszy rezultat, niż Alissa Johnson, dzięki temu Amerykanki odrobiły cześć strat do Norweżek. W przedostatniej – siódmej kolejce najdalej skoczyła Jessica Jerome (76,0 m), dzięki czemu Amerykanki zmniejszyły stratę do Słowenek, i powiększyły przewagę nad Norweżkami po słabszej próbie Line Jahr. Po siódmej kolejce za prowadzącymi Austriaczkami, na drugim miejscu plasowały się Słowenki (26,9 punktu straty), które z przewagą 3,8 punktu, wyprzedzały drużynę Amerykańską. W ostatniej, ósmej kolejce, najdalej skoczyła reprezentantka Austrii, Daniela Iraschko (80,0 m), która w nieoficjalnej klasyfikacji indywidualnej zajęła pierwsze miejsce, z przewagą 4,7 punktu nad Anette Sagen. Na pierwszym miejscu uplasowała się reprezentacja Austrii, z przewagą 35,8 punktu nad Słowenkami, i 36,3 nad reprezentacją Stanów Zjednoczonych.
Podczas konkursu było pochmurnie, a temperatura wynosiła -6 °C.

##### Wyniki zawodów (15.02.2005)
| M                          | Reprezentacja     | Zawodniczka        | Seria 1 | Seria 1 | Seria 2     | Seria 2 | Nota zespołu |       |      |       |       |
| M                          | Reprezentacja     | Zawodniczka        | Skok    | Nota    | Skok        | Nota    | Nota zespołu |       |      |       |       |
| -------------------------- | ----------------- | ------------------ | ------- | ------- | ----------- | ------- | ------------ | ----- | ---- | ----- | ----- |
| M                          | Reprezentacja     | Zawodniczka        | 1.      | Austria | Tanja Drage | 73,0    | Nota zespołu | 106,6 | 70,0 | 99,5  | 896,8 |
| M                          | Reprezentacja     | Zawodniczka        | 1.      | Austria | Eva Ganster | 73,0    | Nota zespołu | 107,1 | 74,5 | 111,4 | 896,8 |
| Jacqueline Seifriedsberger | 76,5              | 115,8              | 1.      | Austria | 75,5        | 114,1   |              |       |      |       | 896,8 |
| Daniela Iraschko           | 79,0              | 121,3              | 1.      | Austria | 80,0        | 121,0   |              |       |      |       | 896,8 |
| 2.                         | Słowenia I        | Anja Tepeš         | 71,0    | 98,2    | 75,0        | 107,5   | 861,0        |       |      |       |       |
| 2.                         | Słowenia I        | Petra Benedik      | 75,0    | 112,5   | 78,0        | 114,6   | 861,0        |       |      |       |       |
| 2.                         | Słowenia I        | Maja Vtič          | 70,0    | 100,0   | 75,0        | 111,5   | 861,0        |       |      |       |       |
| 2.                         | Słowenia I        | Monika Pogladič    | 73,0    | 106,6   | 75,5        | 110,1   | 861,0        |       |      |       |       |
| 3.                         | Stany Zjednoczone | Karla Keck         | 71,0    | 97,7    | 71,0        | 97,7    | 860,5        |       |      |       |       |
| 3.                         | Stany Zjednoczone | Alissa Johnson     | 71,0    | 100,7   | 76,0        | 113,2   | 860,5        |       |      |       |       |
| 3.                         | Stany Zjednoczone | Jessica Jerome     | 73,0    | 104,1   | 76,0        | 114,7   | 860,5        |       |      |       |       |
| 3.                         | Stany Zjednoczone | Lindsey Van        | 77,5    | 119,0   | 77,0        | 113,4   | 860,5        |       |      |       |       |
| 4.                         | Norwegia          | Henriette Smeby    | 75,5    | 109,1   | 76,0        | 111,2   | 855,3        |       |      |       |       |
| 4.                         | Norwegia          | Mari Backe         | 67,0    | 92,4    | 74,0        | 108,3   | 855,3        |       |      |       |       |
| 4.                         | Norwegia          | Line Jahr          | 68,5    | 94,2    | 72,5        | 102,5   | 855,3        |       |      |       |       |
| 4.                         | Norwegia          | Anette Sagen       | 77,0    | 117,9   | 78,5        | 119,7   | 855,3        |       |      |       |       |
| 5.                         | Niemcy I          | Lisa Rexhäuser     | 68,0    | 73,1    | 69,0        | 93,3    | 818,3        |       |      |       |       |
| 5.                         | Niemcy I          | Jenna Mohr         | 71,5    | 101,3   | 73,0        | 106,6   | 818,3        |       |      |       |       |
| 5.                         | Niemcy I          | Juliane Seyfarth   | 74,0    | 110,3   | 74,5        | 110,4   | 818,3        |       |      |       |       |
| 5.                         | Niemcy I          | Ulrike Gräßler     | 75,5    | 112,1   | 76,0        | 111,2   | 818,3        |       |      |       |       |
| 6.                         | Włochy            | Barbara Stuffer    | 65,0    | 83,0    | 60,0        | 47,3    | 734,8        |       |      |       |       |
| 6.                         | Włochy            | Roberta D’Agostina | 72,0    | 101,4   | 73,0        | 102,6   | 734,8        |       |      |       |       |
| 6.                         | Włochy            | Elena Runggaldier  | 71,5    | 103,3   | 69,0        | 96,3    | 734,8        |       |      |       |       |
| 6.                         | Włochy            | Lisa Demetz        | 72,0    | 101,9   | 70,0        | 99,0    | 734,8        |       |      |       |       |
| 7.                         | Japonia           | Seiko Koasa        | 74,5    | 88,9    | –           | –       | 823,6        |       |      |       |       |
| 7.                         | Japonia           | Rieko Kanai        | 69,0    | 96,3    | 75,0        | 108,5   | 823,6        |       |      |       |       |
| 7.                         | Japonia           | Ayumi Watase       | 74,0    | 106,8   | 73,0        | 104,6   | 823,6        |       |      |       |       |
| 7.                         | Japonia           | Izumi Yamada       | 75,5    | 110,6   | 75,0        | 110,0   | 823,6        |       |      |       |       |
| 8.                         | Słowenia II       | Nika Kepič         | 58,0    | 68,6    | 58,0        | 68,6    | 687,6        |       |      |       |       |
| 8.                         | Słowenia II       | Katja Požun        | 69,0    | 92,8    | 75,0        | 107,0   | 687,6        |       |      |       |       |
| 8.                         | Słowenia II       | Eva Logar          | 64,0    | 79,8    | 70,0        | 95,5    | 687,6        |       |      |       |       |
| 8.                         | Słowenia II       | Tamara Kancilja    | 65,0    | 82,5    | 69,0        | 92,8    | 687,6        |       |      |       |       |
| 9.                         | Niemcy II         | Melanie Faißt      | 67,0    | 86,4    | 70,0        | 93,0    | 529,0        |       |      |       |       |
| 9.                         | Niemcy II         | Anna Häfele        | 69,0    | 75,8    | –           | –       | 529,0        |       |      |       |       |
| 9.                         | Niemcy II         | Angelika Kühorn    | 60,0    | 71,0    | 60,0        | 69,5    | 529,0        |       |      |       |       |
| 9.                         | Niemcy II         | Nicole Hauer       | 57,0    | 66,4    | 57,0        | 66,9    | 529,0        |       |      |       |       |

#### Drugi konkurs (indywidualny)

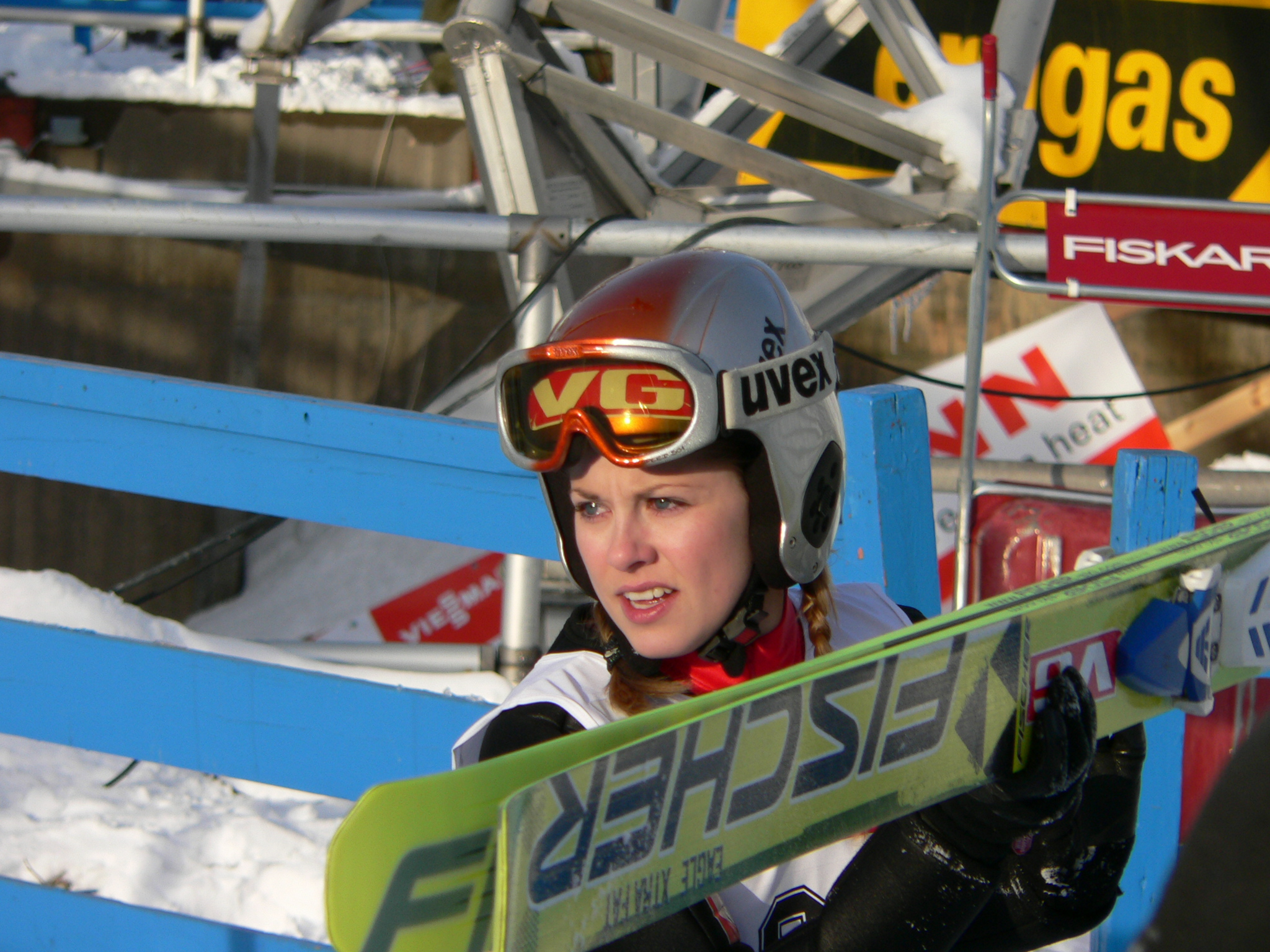
Anette Sagen – zwyciężczyni przedostatniego konkursu w Breitenbergu oraz klasyfikacji łącznej Pucharu Kontynentalnego w sezonie 2004/2005.

Nazajutrz konkursu drużynowego w Breitenbergu, przeprowadzony został trzeci indywidualny konkurs FLGP, na skoczni Baptist-Kitzlinger-Schanze (K-75). W pierwszej serii trzynastu zawodniczkom udało się uzyskać odległość powyżej, bądź równą punktowi konstrukcyjnemu, umieszczonemu na 75 metrze. Najdalej skoczyła Anette Sagen (82,0 m), przy notach punktowych po 17,0 punktów. Skok ten, również okazał się najdalszym rezultatem całego konkursu. Drugą odległość serii uzyskała Ulrike Gräßler (81,0 m), jednak dzięki gorszym notom za styl, plasowała się 3,7 punktu za wcześniej wspomnianą Norweżką. Na prowadzeniu po pierwszej serii była Sagen, o 3,6 punktu przed Seyfarth, i o 3,7 przed Gräßler.
W serii finałowej wystartowało trzydzieści zawodniczek, spośród których siedem osiągnęło odległość powyżej punktu konstrukcyjnego umieszczonego na 75 metrze. Najdalej w drugiej serii lądowała prowadząca po pierwszej serii Anette Sagen, która skoczyła na 80,5 metra. Sklasyfikowane za nią Juliane Seyfarth, Ulrike Gräßler, Line Jahr i Jacqueline Seifriedsberger uzyskały odpowiednio 73,5, 82,5, 84,0 i 83,5 metra. Sklasyfikowana na szóstym miejscu Daniela Iraschko, uzyskała drugi rezultat konkursu (79,0 m), dzięki temu przesunęła się na drugie miejsce w klasyfikacji generalnej konkursu. Zwyciężczynią konkursu została zatem Sagen, z przewagą 9,3 punktu nad Iraschko, i 14,3 nad Jahr.
Podczas konkursu było pochmurnie, a temperatura powietrza wynosiła –4 °C.

##### Wyniki zawodów (16.02.2005)
| 1.  | Anette Sagen               | Norwegia          | 82,0 | 126,4 | 80,5 | 126,6 | 253,0 |
| 2.  | Daniela Iraschko           | Austria           | 79,5 | 120,9 | 79,0 | 122,8 | 243,7 |
| 3.  | Line Jahr                  | Norwegia          | 79,0 | 122,3 | 77,0 | 116,4 | 238,7 |
| 4.  | Ulrike Gräßler             | Niemcy            | 81,0 | 122,7 | 78,5 | 115,2 | 237,9 |
| 5.  | Lindsey Van                | Stany Zjednoczone | 77,5 | 119,5 | 75,5 | 114,1 | 233,6 |
| 6.  | Juliane Seyfarth           | Niemcy            | 79,0 | 122,8 | 73,5 | 109,7 | 232,5 |
| 7.  | Jessica Jerome             | Stany Zjednoczone | 76,0 | 114,7 | 77,0 | 117,4 | 232,1 |
| 8.  | Petra Benedik              | Słowenia          | 77,0 | 115,4 | 76,0 | 114,7 | 230,1 |
| 9.  | Jacqueline Seifriedsberger | Austria           | 78,5 | 122,2 | 72,5 | 106,0 | 228,2 |
| 10. | Izumi Yamada               | Japonia           | 75,0 | 113,5 | 74,5 | 111,4 | 224,9 |
| 11. | Lisa Demetz                | Włochy            | 77,0 | 113,9 | 74,5 | 110,9 | 224,8 |
| 12. | Monika Pogladič            | Słowenia          | 77,5 | 115,5 | 74,0 | 108,8 | 224,3 |
| 13. | Rieko Kanai                | Japonia           | 75,5 | 110,6 | 74,0 | 110,3 | 220,9 |
| 14. | Maja Vtič                  | Słowenia          | 74,5 | 110,9 | 73,5 | 109,2 | 220,1 |
| 15. | Yoshiko Kasai              | Japonia           | 74,5 | 110,9 | 72,0 | 103,9 | 214,8 |
| 16. | Elena Runggaldier          | Włochy            | 73,5 | 105,7 | 73,0 | 106,6 | 212,3 |
| 17. | Eva Ganster                | Austria           | 73,5 | 107,2 | 71,5 | 104,3 | 211,5 |
| 18. | Alissa Johnson             | Stany Zjednoczone | 74,0 | 109,8 | 70,0 | 98,5  | 208,3 |
| 19. | Mari Backe                 | Norwegia          | 72,0 | 103,4 | 71,5 | 103,3 | 206,7 |
| 20. | Katja Požun                | Słowenia          | 70,0 | 98,5  | 73,0 | 106,1 | 204,6 |
| 21. | Ayumi Watase               | Japonia           | 70,0 | 99,0  | 72,5 | 105,5 | 204,5 |
| 22. | Tanja Drage                | Austria           | 71,0 | 100,7 | 71,0 | 101,2 | 201,9 |
| 23. | Eva Logar                  | Słowenia          | 72,5 | 102,0 | 71,0 | 99,7  | 201,7 |
| 24. | Henriette Smeby            | Norwegia          | 74,0 | 109,3 | 68,0 | 91,6  | 200,9 |
| 25. | Anja Tepeš                 | Słowenia          | 70,5 | 97,1  | 71,0 | 100,7 | 197,8 |
| 26. | Jenna Mohr                 | Niemcy            | 69,5 | 97,9  | 69,0 | 95,8  | 193,7 |
| 27. | Karla Keck                 | Stany Zjednoczone | 71,0 | 97,7  | 70,0 | 95,0  | 192,7 |
| 28. | Angelika Kühorn            | Niemcy            | 69,0 | 96,3  | 66,0 | 89,2  | 185,5 |
| 29. | Melanie Faißt              | Niemcy            | 69,0 | 94,8  | 67,0 | 89,9  | 184,7 |
| 30. | Roberta D’Agostina         | Włochy            | 73,0 | 103,6 | 61,0 | 73,7  | 177,3 |
| 31. | Tamara Kancilja            | Słowenia          | 68,0 | 90,1  | –    | –     | 90,1  |
| 32. | Brenna Ellis               | Stany Zjednoczone | 66,0 | 89,7  | –    | –     | 89,7  |
| 33. | Vladěna Pustková           | Czechy            | 62,0 | 74,9  | –    | –     | 74,9  |
| 34. | Nicole Hauer               | Niemcy            | 60,0 | 73,5  | –    | –     | 73,5  |
| 35. | Barbara Stuffer            | Włochy            | 59,0 | 67,3  | –    | –     | 67,3  |
| 36. | Nika Kepič                 | Słowenia          | 56,0 | 63,2  | –    | –     | 63,2  |
| 37. | Stefanie Purr              | Austria           | 56,0 | 61,2  | –    | –     | 61,2  |

### Saalfelden am Steinernen Meer

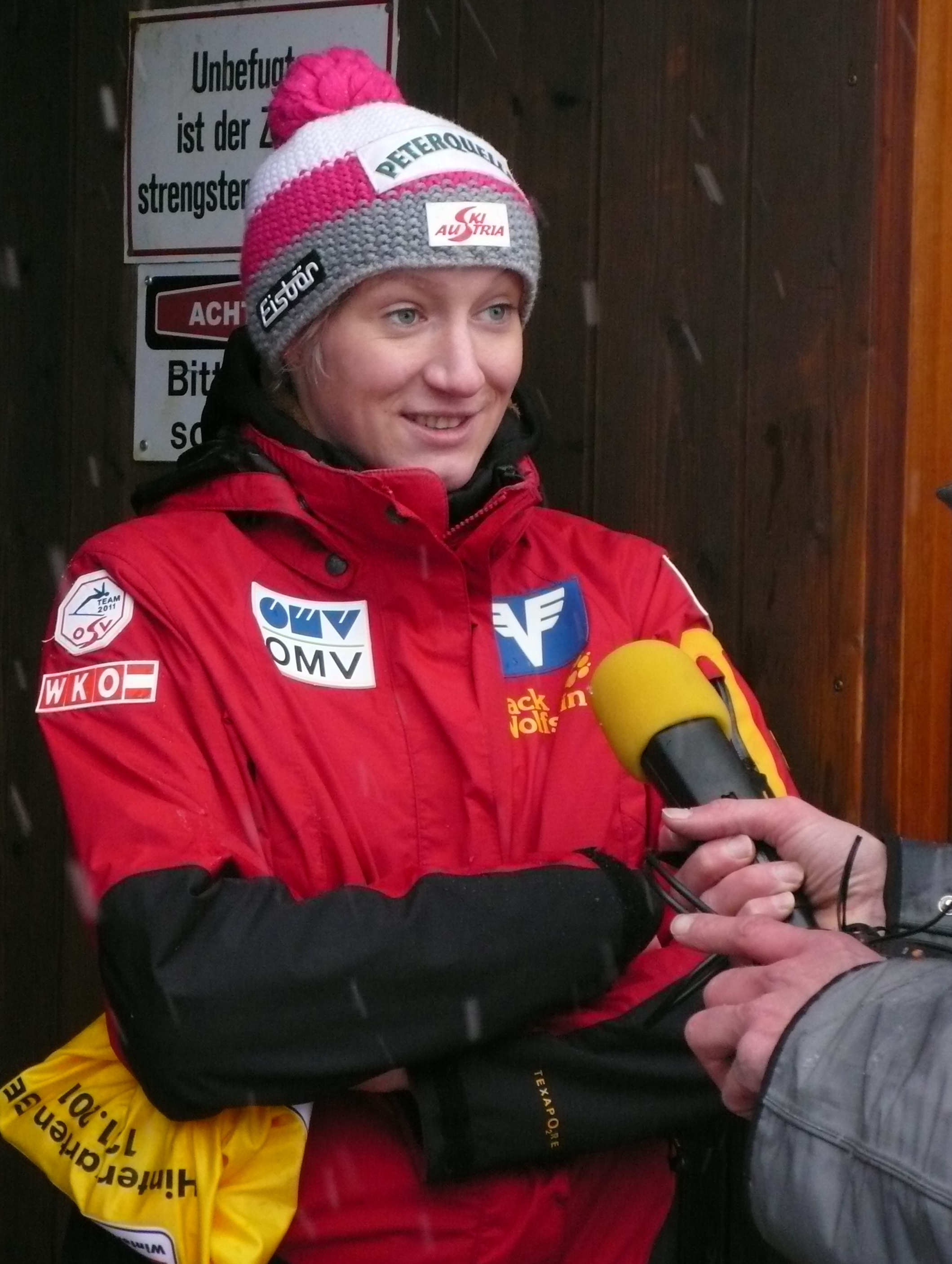
Daniela Iraschko – druga zawodniczka ostatniego konkursu w Saalfelden am Steinernen Meer, trzykrotna zwyciężczyni całego turnieju w latach 2000-2003 oraz zwyciężczyni FIS Ladies Grand Prix 2005.

Ostatni z konkursów indywidualnych, przeprowadzony w ramach FIS Ladies Grand Prix, odbył się na obiekcie normalnym w Saalfelden am Steinernen Meer. W pierwszej serii konkursowej dziewięciu zawodniczkom udało się osiągnąć odległości powyżej, bądź równą punktowi konstrukcyjnemu, umieszczonemu na 85 metrze. Pierwszą, która tego dokonała, była Rieko Kanai, która skoczyła 86,5 metrów. Metr dalej lądowała Lisa Demetz, jednak dostała gorsze noty za styl, i uzyskała tyle samo punktów co Japonka. Skaczące jako ostatnie z numerem 36 Daniela Iraschko i 37 Anette Sagen, uzyskały odpowiednio 92,5 i 95,5 metra, jednak Austriaczka uzyskała bardzo dobre noty za styl, i obie zawodniczki zostały sklasyfikowane na pierwszym miejscu, z nota łączną po 132 punkty. Notę łączną powyżej 120 punktów uzyskała jeszcze tylko Line Jahr, która skoczyła 91 metrów, i uzyskała notę 123 punkty.
Jako pierwsza w serii finałowej, skok 85 metrowy oddała Rieko Kanai, która skoczyła 85,5 metra. Skacząca jako następna Monika Pogladič skoczyła tylko 83 metry, i uplasowała się tuż za Japonką. Jako następna na belce startowej usiadła Ulrike Gräßler (87,5 m), i to właśnie ona objęła prowadzenie w konkursie z 4,5 punktu przewagi nad Japonką. Sklasyfikowana na trzecim miejscu po pierwszej serii Norweżka Jahr oddała o metr lepszy skok, niż najlepsza odległość Niemki Gräßler. Natomiast skacząca tuż po niej trzykrotna zwyciężczyni turnieju – Daniela Iraschko, uzyskała rezultat o 6,5 metra gorszy skok niż w pierwszej serii. Prowadząca po pierwszej serii Sagen skoczyła 92,5 metra i to ona wygrała konkurs z przewagą dziewięciu punktów nad Iraschko, i trzynastoma i pół nad Jahr.
Podczas zawodów było słonecznie, a temperatura wynosiła -3 °C.

#### Wyniki zawodów (19.02.2005)
| 1.  | Anette Sagen               | Norwegia          | 95,5 | 132,0 | 92,5 | 124,5 | 256,5 |
| 2.  | Daniela Iraschko           | Austria           | 92,5 | 132,0 | 86,0 | 115,5 | 247,5 |
| 3.  | Line Jahr                  | Norwegia          | 91,0 | 123,0 | 88,5 | 120,0 | 243,0 |
| 4.  | Jessica Jerome             | Stany Zjednoczone | 87,5 | 119,0 | 86,5 | 116,5 | 235,5 |
| 5.  | Ulrike Gräßler             | Niemcy            | 90,0 | 117,5 | 87,5 | 114,0 | 231,5 |
| 6.  | Rieko Kanai                | Japonia           | 86,5 | 114,0 | 85,5 | 113,0 | 227,0 |
| 7.  | Monika Pogladič            | Słowenia          | 86,5 | 117,0 | 83,0 | 108,5 | 225,5 |
| 8.  | Jacqueline Seifriedsberger | Austria           | 85,0 | 114,0 | 82,5 | 108,5 | 222,5 |
| 9.  | Eva Ganster                | Austria           | 83,0 | 109,0 | 82,5 | 109,5 | 218,5 |
| 10. | Izumi Yamada               | Japonia           | 84,0 | 111,0 | 81,5 | 105,0 | 216,0 |
| 10. | Maja Vtič                  | Słowenia          | 84,5 | 111,5 | 81,0 | 104,5 | 216,0 |
| 12. | Lisa Demetz                | Włochy            | 87,5 | 114,0 | 79,5 | 100,5 | 214,5 |
| 13. | Lindsey Van                | Stany Zjednoczone | 84,5 | 111,5 | 80,5 | 102,0 | 213,5 |
| 14. | Petra Benedik              | Słowenia          | 84,5 | 113,0 | 77,5 | 96,5  | 209,5 |
| 15. | Ayumi Watase               | Japonia           | 84,0 | 110,5 | 76,5 | 93,5  | 204,0 |
| 16. | Alissa Johnson             | Stany Zjednoczone | 82,0 | 105,5 | 77,0 | 93,5  | 199,0 |
| 17. | Jenna Mohr                 | Niemcy            | 83,0 | 108,5 | 75,5 | 90,0  | 198,5 |
| 18. | Mari Backe                 | Norwegia          | 80,5 | 102,5 | 71,5 | 82,5  | 185,0 |
| 19. | Elena Runggaldier          | Włochy            | 73,5 | 83,0  | 76,0 | 91,5  | 174,5 |
| 20. | Anja Tepeš                 | Słowenia          | 77,0 | 91,5  | 74,5 | 81,5  | 173,0 |
| 21. | Melanie Faißt              | Niemcy            | 72,5 | 83,0  | 75,0 | 89,5  | 172,5 |
| 21. | Karla Keck                 | Stany Zjednoczone | 78,5 | 93,0  | 70,5 | 79,5  | 172,5 |
| 23. | Henriette Smeby            | Norwegia          | 75,0 | 91,0  | 72,0 | 79,0  | 170,0 |
| 24. | Anna Häfele                | Niemcy            | 72,0 | 82,0  | 74,0 | 87,0  | 169,0 |
| 24. | Tamara Kancilja            | Słowenia          | 74,5 | 86,5  | 72,0 | 82,5  | 169,0 |
| 26. | Eva Logar                  | Niemcy            | 74,0 | 83,0  | 72,0 | 80,0  | 163,0 |
| 27. | Juliane Seyfarth           | Niemcy            | 73,0 | 84,5  | 71,0 | 77,5  | 162,0 |
| 28. | Angelika Kühorn            | Niemcy            | 74,5 | 88,0  | 69,0 | 71,5  | 159,5 |
| 29. | Tanja Drage                | Austria           | 72,5 | 86,0  | 63,5 | 59,5  | 145,5 |
| 30. | Roberta D’Agostina         | Włochy            | 72,5 | 79,0  | 65,5 | 63,0  | 142,0 |
| 31. | Katrin Stefaner            | Austria           | 70,0 | 78,0  | –    | –     | 78,0  |
| 32. | Brenna Ellis               | Stany Zjednoczone | 66,5 | 72,0  | –    | –     | 72,0  |
| 33. | Vladěna Pustková           | Czechy            | 64,0 | 63,0  | –    | –     | 63,0  |
| 34. | Barbara Stuffer            | Włochy            | 62,5 | 59,5  | –    | –     | 59,5  |
| 35. | Stefanie Purr              | Austria           | 59,0 | 51,0  | –    | –     | 51,0  |
| 35. | Yoshiko Kasai              | Japonia           | 59,5 | 51,0  | –    | –     | 51,0  |

## Klasyfikacja generalna turnieju
Poniżej znajduje się końcowa klasyfikacja FIS Ladies Grand Prix 2005 po przeprowadzeniu czterech konkursów. Łącznie, w tej edycji FIS Ladies Grand Prix sklasyfikowane zostały 44 zawodniczki z dziewięciu państw.
| Miejsce | Zawodniczka                | Schönwald  | Baiersbronn | Breitenberg | Saalfelden am Steinernen Meer | Punkty | Strata do liderki |
| ------- | -------------------------- | ---------- | ----------- | ----------- | ----------------------------- | ------ | ----------------- |
| 01.     | Daniela Iraschko           | 253,5 (1)  | 184,5 (15)  | 243,7 (2)   | 247,5 (2)                     | 929,2  | 0–                |
| 02.     | Lindsey Van                | 247,0 (2)  | 220,5 (3)   | 233,6 (5)   | 213,5 (13)                    | 914,6  | 014,6             |
| 03.     | Ulrike Gräßler             | 234,0 (4)  | 208,0 (6)   | 237,9 (4)   | 231,5 (5)                     | 911,4  | 017,8             |
| 04.     | Jessica Jerome             | 221,0 (9)  | 217,0 (4)   | 232,1 (7)   | 235,5 (4)                     | 905,6  | 023,6             |
| 05.     | Monika Pogladič            | 222,0 (6)  | 226,0 (1)   | 224,3 (12)  | 225,5 (7)                     | 897,8  | 031,4             |
| 06.     | Maja Vtič                  | 222,0 (6)  | 223,0 (2)   | 220,1 (14)  | 216,0 (10)                    | 881,1  | 048,1             |
| 07.     | Jacqueline Seifriedsberger | 205,5 (17) | 194,0 (9)   | 228,2 (9)   | 222,5 (8)                     | 850,2  | 079,0             |
| 08.     | Petra Benedik              | 219,0 (10) | 190,5 (10)  | 230,1 (8)   | 209,5 (14)                    | 849,1  | 080,1             |
| 09.     | Izumi Yamada               | 207,0 (16) | 200,5 (7)   | 224,9 (10)  | 216,0 (10)                    | 848,4  | 080,8             |
| 10.     | Rieko Kanai                | 209,5 (15) | 188,5 (11)  | 220,9 (13)  | 227,0 (6)                     | 845,9  | 083,3             |
| 11.     | Juliane Seyfarth           | 222,0 (6)  | 208,5 (5)   | 232,5 (6)   | 162,0 (27)                    | 825,0  | 104,2             |
| 12.     | Eva Ganster                | 197,0 (20) | 184,5 (15)  | 211,5 (17)  | 218,5 (9)                     | 811,5  | 117,7             |
| 13.     | Lisa Demetz                | 213,0 (13) | 157,0 (26)  | 224,8 (11)  | 214,5 (12)                    | 809,3  | 119,9             |
| 14.     | Ayumi Watase               | 213,5 (12) | 184,5 (15)  | 204,5 (21)  | 204,0 (15)                    | 806,5  | 122,7             |
| 15.     | Alissa Johnson             | 192,0 (22) | 188,5 (11)  | 208,3 (18)  | 199,0 (16)                    | 787,8  | 141,4             |
| 16.     | Jenna Mohr                 | 196,0 (21) | 185,0 (14)  | 193,7 (26)  | 198,5 (17)                    | 773,2  | 156,0             |
| 17.     | Elena Runggaldier          | 180,5 (27) | 198,5 (8)   | 212,3 (16)  | 174,5 (19)                    | 765,8  | 163,4             |
| 18.     | Mari Backe                 | 185,5 (24) | 182,0 (18)  | 206,7 (19)  | 185,0 (18)                    | 759,2  | 170,0             |
| 19.     | Anette Sagen               | 243,0 (3)  |             | 253,0 (1)   | 256,5 (1)                     | 752,5  | 176,7             |
| 20.     | Tanja Drage                | 204,5 (19) | 181,5 (19)  | 201,9 (22)  | 145,5 (29)                    | 733,4  | 195,8             |
| 21.     | Line Jahr                  | 230,5 (5)  |             | 238,7 (3)   | 243,0 (3)                     | 712,2  | 217,0             |
| 22.     | Karla Keck                 | 181,5 (26) | 160,0 (23)  | 192,7 (27)  | 172,5 (21)                    | 706,7  | 222,5             |
| 23.     | Yoshiko Kasai              | 210,5 (14) | 177,0 (20)  | 214,8 (15)  | 051,0 (35)                    | 653,3  | 275,9             |
| 24.     | Angelika Kühorn            | 178,5 (28) | 116,0 (29)  | 185,5 (28)  | 159,5 (28)                    | 639,5  | 289,7             |
| 25.     | Melanie Faißt              | 080,5 (33) | 159,5 (25)  | 184,7 (29)  | 172,5 (21)                    | 597,2  | 332,0             |
| 26.     | Henriette Smeby            | 219,0 (10) |             | 200,9 (24)  | 170,0 (23)                    | 589,9  | 339,3             |
| 27.     | Tamara Kancilja            | 167,0 (30) | 128,0 (28)  | 090,1 (31)  | 169,0 (24)                    | 554,1  | 375,1             |
| 28.     | Anna Häfele                | 172,5 (29) | 168,0 (22)  |             | 169,0 (24)                    | 509,5  | 419,7             |
| 29.     | Roberta D’Agostina         | 080,5 (33) | 101,0 (34)  | 177,3 (30)  | 142,0 (30)                    | 500,8  | 428,4             |
| 30.     | Seiko Koasa                | 205,0 (18) | 186,0 (13)  |             |                               | 391,0  | 538,2             |
| 31.     | Anja Tepeš                 |            |             | 197,8 (25)  | 173,0 (20)                    | 370,8  | 558,4             |
| 32.     | Eva Logar                  |            |             | 201,7 (23)  | 163,0 (26)                    | 364,7  | 564,5             |
| 33.     | Brenna Ellis               | 085,5 (31) | 115,5 (30)  | 089,7 (32)  | 072,0 (32)                    | 362,7  | 566,5             |
| 34.     | Carina Hils                | 190,0 (23) | 171,5 (21)  |             |                               | 361,5  | 567,7             |
| 35.     | Magdalena Schnurr          | 182,0 (25) | 155,0 (27)  |             |                               | 337,0  | 592,2             |
| 36.     | Vladěna Pustková           | 070,5 (37) | 104,0 (33)  | 074,9 (33)  | 063,0 (33)                    | 312,4  | 616,8             |
| 37.     | Barbara Stuffer            | 077,0 (36) | 108,5 (32)  | 067,3 (35)  | 059,5 (34)                    | 312,3  | 616,9             |
| 38.     | Stefanie Purr              | 064,0 (38) | 100,5 (35)  | 061,2 (37)  | 051,0 (35)                    | 276,7  | 652,5             |
| 39.     | Kristin Schmidt            | 081,5 (32) | 160,0 (23)  |             |                               | 241,5  | 687,7             |
| 40.     | Katja Požun                |            |             | 204,6 (20)  |                               | 204,6  | 724,6             |
| 41.     | Lisa Rexhäuser             | 079,0 (35) | 115,0 (31)  |             |                               | 194,0  | 735,2             |
| 42.     | Katrin Stefaner            |            |             |             | 078,0 (31)                    | 78,0   | 851,2             |
| 43.     | Nicole Hauer               |            |             | 073,5 (34)  |                               | 73,5   | 855,7             |
| 44.     | Nika Kepič                 |            |             | 063,2 (36)  |                               | 63,2   | 866,0             |

## Składy reprezentacji
Poniższa tabela zawiera składy wszystkich dziewięciu reprezentacji, które uczestniczyły w FIS Ladies Grand Prix 2005. W nawiasie obok nazwy kraju podana została liczba zawodniczek z poszczególnych państw. W tabeli przedstawiono wyniki zajmowane przez zawodniczki we wszystkich konkursach oraz miejsca w poprzedniej edycji turnieju.
| Zawodniczka                | Data urodzenia       | Miejsce w FLGP 2004 | Starty w FLGP 2005 | Starty w FLGP 2005 | Starty w FLGP 2005            | Starty w FLGP 2005 | Źródło |
| Zawodniczka                | Data urodzenia       | Miejsce w FLGP 2004 | Schönwald          | Baiersbronn        | Saalfelden am Steinernen Meer | Breitenberg        | Źródło |
| -------------------------- | -------------------- | ------------------- | ------------------ | ------------------ | ----------------------------- | ------------------ | ------ |
| Austria (6)                |                      |                     |                    |                    |                               |                    |        |
| Tanja Drage                | 19 listopada 1987    | 20                  | 19                 | 19                 | 22                            | 29                 | [ 28 ] |
| Eva Ganster                | 30 marca 1978        | 3                   | 20                 | 15                 | 17                            | 9                  | [ 29 ] |
| Daniela Iraschko           | 21 listopada 1983    | 4                   | 1                  | 15                 | 2                             | 2                  | [ 30 ] |
| Stefanie Purr              | 19 czerwca 1988      | 30                  | 38                 | 35                 | 37                            | 35                 | [ 31 ] |
| Jacqueline Seifriedsberger | 20 stycznia 1991     | 39                  | 17                 | 9                  | 9                             | 8                  | [ 32 ] |
| Katrin Stefaner            | 20 stycznia 1987     | 25                  | –                  | –                  | –                             | 31                 | [ 33 ] |
| Czechy (1)                 |                      |                     |                    |                    |                               |                    |        |
| Vladěna Pustková           | 11 lipca 1992        | 37                  | 37                 | 33                 | 33                            | 33                 | [ 34 ] |
| Japonia (5)                |                      |                     |                    |                    |                               |                    |        |
| Rieko Kanai                | 4 listopada 1981     | –                   | 15                 | 11                 | 13                            | 6                  | [ 35 ] |
| Yoshiko Kasai              | 4 listopada 1980     | 12                  | 14                 | 20                 | 15                            | 35                 | [ 36 ] |
| Seiko Koasa                | 24 lutego 1983       | 11                  | 18                 | 13                 | –                             | –                  | [ 37 ] |
| Ayumi Watase               | 18 lipca 1984        | 10                  | 12                 | 15                 | 21                            | 15                 | [ 38 ] |
| Izumi Yamada               | 28 sierpnia 1978     | 9                   | 16                 | 7                  | 10                            | 10                 | [ 39 ] |
| Niemcy (11)                |                      |                     |                    |                    |                               |                    |        |
| Melanie Faißt              | 12 lutego 1990       | 31                  | 33                 | 25                 | 29                            | 21                 | [ 40 ] |
| Ulrike Gräßler             | 17 maja 1987         | 8                   | 4                  | 6                  | 4                             | 5                  | [ 41 ] |
| Nicole Hauer               | 9 marca 1987         | 34                  | –                  | –                  | 34                            | –                  | [ 42 ] |
| Anna Häfele                | 26 czerwca 1989      | 33                  | 29                 | 22                 | –                             | 24                 | [ 43 ] |
| Carina Hils                | 1 sierpnia 1987      | 24                  | 23                 | 21                 | –                             | –                  | [ 44 ] |
| Angelika Kühorn            | 8 lipca 1986         | 18                  | 28                 | 29                 | 28                            | 28                 | [ 45 ] |
| Jenna Mohr                 | 15 kwietnia 1987     | 13                  | 21                 | 14                 | 26                            | 17                 | [ 46 ] |
| Lisa Rexhäuser             | 15 kwietnia 1990     | –                   | 35                 | 31                 | –                             | –                  | [ 47 ] |
| Kristin Schmidt            | 18 października 1983 | 23                  | 32                 | 23                 | –                             | –                  | [ 48 ] |
| Magdalena Schnurr          | 25 marca 1992        | –                   | 25                 | 27                 | –                             | –                  | [ 49 ] |
| Juliane Seyfarth           | 19 lutego 1990       | –                   | 6                  | 5                  | 6                             | 27                 | [ 50 ] |
| Norwegia (4)               |                      |                     |                    |                    |                               |                    |        |
| Mari Backe                 | 11 marca 1987        | 38                  | 24                 | 18                 | 19                            | 18                 | [ 51 ] |
| Line Jahr                  | 16 stycznia 1984     | 7                   | 5                  | –                  | 3                             | 3                  | [ 52 ] |
| Henriette Smeby            | 13 listopada 1986    | 16                  | 10                 | –                  | 24                            | 23                 | [ 53 ] |
| Anette Sagen               | 10 stycznia 1985     | 1                   | 3                  | –                  | 1                             | 1                  | [ 54 ] |
| Słowenia (8)               |                      |                     |                    |                    |                               |                    |        |
| Petra Benedik              | 11 października 1990 | –                   | 10                 | 10                 | 8                             | 14                 | [ 55 ] |
| Tamara Kancilja            | 15 sierpnia 1987     | 14                  | 30                 | 28                 | 31                            | 24                 | [ 56 ] |
| Nika Kepič                 | 5 kwietnia 1990      | –                   | –                  | –                  | 36                            | –                  | [ 57 ] |
| Eva Logar                  | 8 marca 1991         | –                   | –                  | –                  | 23                            | 26                 | [ 58 ] |
| Monika Pogladič            | 5 kwietnia 1987      | 6                   | 6                  | 1                  | 12                            | 7                  | [ 59 ] |
| Katja Požun                | 7 kwietnia 1993      | –                   | –                  | –                  | 20                            | –                  | [ 60 ] |
| Anja Tepeš                 | 27 lutego 1991       | –                   | –                  | –                  | 25                            | 20                 | [ 61 ] |
| Maja Vtič                  | 27 stycznia 1988     | 21                  | 6                  | 2                  | 14                            | 10                 | [ 62 ] |
| Stany Zjednoczone (5)      |                      |                     |                    |                    |                               |                    |        |
| Brenna Ellis               | 13 marca 1988        | 19                  | 31                 | 30                 | 32                            | 32                 | [ 63 ] |
| Jessica Jerome             | 8 lutego 1987        | 5                   | 9                  | 4                  | 7                             | 4                  | [ 64 ] |
| Alissa Johnson             | 28 maja 1987         | 22                  | 22                 | 11                 | 18                            | 16                 | [ 65 ] |
| Karla Keck                 | 30 lipca 1975        | –                   | 26                 | 23                 | 27                            | 21                 | [ 66 ] |
| Lindsey Van                | 27 listopada 1984    | 2                   | 2                  | 3                  | 5                             | 13                 | [ 67 ] |
| Włochy (4)                 |                      |                     |                    |                    |                               |                    |        |
| Lisa Demetz                | 21 maja 1989         | 26                  | 13                 | 26                 | 11                            | 12                 | [ 68 ] |
| Roberta D’Agostina         | 17 sierpnia 1991     | 36                  | 33                 | 34                 | 30                            | 30                 | [ 69 ] |
| Elena Runggaldier          | 10 lipca 1990        | 28                  | 27                 | 8                  | 16                            | 19                 | [ 70 ] |
| Barbara Stuffer            | 7 września 1989      | 29                  | 36                 | 32                 | 35                            | 34                 | [ 71 ] |

## Klasyfikacja Pucharu Kontynentalnego po zakończeniu turnieju
Po rozegraniu konkursów FIS Ladies Grand Prix na prowadzeniu w Pucharze Kontynentalnym umocniła się Anette Sagen, która o 136 punktów wyprzedzała Danielę Iraschko i o 200 punktów – Lindsey Van. Poniżej znajduje się klasyfikacja generalna Pucharu Kontynentalnego po przeprowadzeniu dziewięciu konkursów indywidualnych.
| Klasyfikacja generalna PK po FIS Ladies Grand Prix | Klasyfikacja generalna PK po FIS Ladies Grand Prix | Klasyfikacja generalna PK po FIS Ladies Grand Prix | Klasyfikacja generalna PK po FIS Ladies Grand Prix | Klasyfikacja generalna PK po FIS Ladies Grand Prix |
| Miejsce                                            | Zawodniczka                                        | Reprezentacja                                      | Punkty                                             | Strata do liderki                                  |
| -------------------------------------------------- | -------------------------------------------------- | -------------------------------------------------- | -------------------------------------------------- | -------------------------------------------------- |
| 1.                                                 | Anette Sagen                                       | Norwegia                                           | 720                                                | –                                                  |
| 2.                                                 | Daniela Iraschko                                   | Austria                                            | 584                                                | 136                                                |
| 3.                                                 | Lindsey Van                                        | Stany Zjednoczone                                  | 520                                                | 200                                                |
| 4.                                                 | Monika Pogladič                                    | Słowenia                                           | 433                                                | 287                                                |
| 5.                                                 | Ulrike Gräßler                                     | Niemcy                                             | 389                                                | 331                                                |
| 6.                                                 | Line Jahr                                          | Norwegia                                           | 387                                                | 333                                                |
| 7.                                                 | Jessica Jerome                                     | Stany Zjednoczone                                  | 375                                                | 345                                                |
| 8.                                                 | Maja Vtič                                          | Słowenia                                           | 263                                                | 457                                                |
| 9.                                                 | Juliane Seyfarth                                   | Niemcy                                             | 229                                                | 491                                                |
| 10.                                                | Jacqueline Seifriedsberger                         | Austria                                            | 227                                                | 493                                                |
| 11.                                                | Alissa Johnson                                     | Stany Zjednoczone                                  | 211                                                | 509                                                |
| 12.                                                | Lisa Demetz                                        | Włochy                                             | 206                                                | 514                                                |
| 13.                                                | Henriette Smeby                                    | Norwegia                                           | 193                                                | 527                                                |
| 14.                                                | Petra Benedik                                      | Słowenia                                           | 153                                                | 567                                                |
| 15.                                                | Eva Ganster                                        | Austria                                            | 136                                                | 584                                                |
| 16.                                                | Tanja Drage                                        | Austria                                            | 116                                                | 604                                                |
| 17.                                                | Izumi Yamada                                       | Japonia                                            | 103                                                | 617                                                |
| 18.                                                | Rieko Kanai                                        | Japonia                                            | 100                                                | 620                                                |
| 19.                                                | Jenna Mohr                                         | Niemcy                                             | 89                                                 | 631                                                |
| 20.                                                | Karla Keck                                         | Stany Zjednoczone                                  | 88                                                 | 632                                                |
| 21.                                                | Elena Runggaldier                                  | Włochy                                             | 84                                                 | 636                                                |
| 22.                                                | Ayumi Watase                                       | Japonia                                            | 64                                                 | 656                                                |
| 23.                                                | Brenna Ellis                                       | Stany Zjednoczone                                  | 59                                                 | 661                                                |
| 24.                                                | Katie Willis                                       | Kanada                                             | 50                                                 | 670                                                |
| 25.                                                | Valentine Prucker                                  | Włochy                                             | 48                                                 | 672                                                |
| 26.                                                | Yoshiko Kasai                                      | Japonia                                            | 45                                                 | 675                                                |
| 26.                                                | Kristin Schmidt                                    | Niemcy                                             | 45                                                 | 675                                                |
| 26.                                                | Mari Backe                                         | Norwegia                                           | 45                                                 | 675                                                |
| 29.                                                | Barbara Stuffer                                    | Włochy                                             | 44                                                 | 676                                                |
| 30.                                                | Tamara Kancilja                                    | Słowenia                                           | 43                                                 | 677                                                |
| 31.                                                | Anja Tepeš                                         | Słowenia                                           | 40                                                 | 680                                                |
| 32.                                                | Eva Logar                                          | Słowenia                                           | 36                                                 | 684                                                |
| 33.                                                | Atsuko Tanaka                                      | Kanada                                             | 33                                                 | 687                                                |
| 33.                                                | Seiko Koasa                                        | Japonia                                            | 33                                                 | 687                                                |
| 35.                                                | Abby Hughes                                        | Stany Zjednoczone                                  | 22                                                 | 698                                                |
| 36.                                                | Zoya Lynch                                         | Kanada                                             | 19                                                 | 701                                                |
| 37.                                                | Carina Hils                                        | Niemcy                                             | 18                                                 | 702                                                |
| 37.                                                | Taylor Lyons                                       | Stany Zjednoczone                                  | 18                                                 | 702                                                |
| 37.                                                | Anna Häfele                                        | Niemcy                                             | 18                                                 | 702                                                |
| 37.                                                | Melanie Faißt                                      | Japonia                                            | 18                                                 | 702                                                |
| 41.                                                | Avery Ardovino                                     | Stany Zjednoczone                                  | 17                                                 | 703                                                |
| 42.                                                | Roberta D’Agostina                                 | Włochy                                             | 15                                                 | 705                                                |
| 43.                                                | Janne Rand                                         | Stany Zjednoczone                                  | 14                                                 | 706                                                |
| 44.                                                | Katrin Stefaner                                    | Austria                                            | 12                                                 | 708                                                |
| 44.                                                | Jenny Perathoner                                   | Włochy                                             | 12                                                 | 708                                                |
| 46.                                                | Katja Požun                                        | Słowenia                                           | 11                                                 | 709                                                |
| 46.                                                | Angelika Kühorn                                    | Niemcy                                             | 11                                                 | 709                                                |
| 48.                                                | Magdalena Schnurr                                  | Niemcy                                             | 10                                                 | 710                                                |
| 49.                                                | Vladěna Pustková                                   | Czechy                                             | 9                                                  | 711                                                |
| 50.                                                | Nika Kepič                                         | Słowenia                                           | 7                                                  | 713                                                |
| 51.                                                | Brittany Rhoads                                    | Stany Zjednoczone                                  | 6                                                  | 714                                                |
|                                                    | Stefanie Purr                                      | Austria                                            | 0                                                  | 720                                                |
|                                                    | Lisa Rexhäuser                                     | Niemcy                                             | 0                                                  | 720                                                |